# يوشيهيسا يوشيكاوا
يوشيهيسا يوشيكاوا (باليابانية: 吉川貴久؛ بالكانا: よしかわ よしひさ) هو لاعب رماية ياباني، ولد في 4 سبتمبر 1936 في فوكوكا في اليابان.

## وصلات خارجية
- يوشيهيسا يوشيكاوا على موقع الاتحاد الدولي (الإنجليزية)
- يوشيهيسا يوشيكاوا على موقع اللجنة الأولمبية الدولية (الإنجليزية)
- يوشيهيسا يوشيكاوا على موقع أوليمبيديا (الإنجليزية)